# Heptelia polyphylla
Heptelia polyphylla är en skalbaggsart som beskrevs av Gilbert John Arrow 1944. Heptelia polyphylla ingår i släktet Heptelia och familjen Melolonthidae. Inga underarter finns listade i Catalogue of Life.